# Friedrich Heyser
Friedrich Wilhelm Theodor Heyser (* 12. September 1857 Gnoien; † 7. September 1921 in Dresden) war ein deutscher Porträt-, Landschafts- und Historienmaler.

## Leben
Friedrich Heyser studierte von 1880 bis 1883 an der Königlichen Kunstakademie in Dresden als Schüler von Leon Pohle und Paul Mohn. Von 1883 bis 1885 studierte er bei Ferdinand Keller an der Großherzoglich Badischen Kunstschule in Karlsruhe. 1890 besuchte er kurz die Académie Julian in Paris. Er lebte und arbeitete in Berlin, Bad Harzburg und Dresden.
Heyser war Mitglied der Allgemeinen Deutschen Kunstgenossenschaft und der um 1910 entstandenen Künstlergruppe Grün-Weiß. Grün und Weiß sind die Landesfarben von Sachsen. Die Gruppe Grün-Weiß präsentierte als fortschrittliche Gruppierung innerhalb der Dresdner Kunstgenossenschaft ihre Werke ab dem 29. Oktober 1910 im Kunstsalon Emil Richter. Mitglieder der Gruppe Grün-Weiß waren die Maler Max Frey, Josef Goller, Friedrich Heyser, Georg Jahn, Walther Illner, Georg Lührig, Max Pietschmann, Paul von Schlippenbach, Bernhard Schröter, Johann Walter-Kurau, die Bildhauer Richard Guhr, Hans Hartmann-MacLean, Heinrich Wedemeyer, und die Architekten Rudolf Bitzan, Georg Heinsius von Mayenburg und Martin Pietzsch. Die Künstlergruppe Grün-Weiß war aus heutiger Sicht ein gemäßigter Versuch, Bewegung in die konservativen Strukturen der Dresdner Kunstgenossenschaft zu bringen.

## Ausstellungen (Auswahl)
- 1884: 57. Ausstellung der Königlichen Akademie der Künste in Berlin, gezeigt: Wald-Elfe.
- 1886: Jubiläums-Ausstellung der Königlichen Akademie der Künste in Berlin, gezeigt: Bildniss Sr. Excellenz des Herrn Gustav zu Putlitz. Der Fischer[6] (Namensvariante: Fischer und Nixe).
- 1887: 59. Ausstellung der Königlichen Akademie der Künste in Berlin, gezeigt: Der Blumen Rache. Frühlingsgruss.
- 1887: Frühjahrs-Ausstellung Hamburg, gezeigt: Der Blumen Rache.
- 1888: 60. Ausstellung der Königlichen Akademie der Künste in Berlin, gezeigt: Portrait des Herrn Professor Dr. Josef Joachim. Studienkopf, Pastell (zum Portrait in Öl).
- 1888: III. Internationalen Kunstausstellung (Münchener Jubiläums-Ausstellung) im Königlichen Glaspalaste zu München, gezeigt: Sommernachtstraum.
- 1889: Erste Münchener Jahres-Ausstellung, gezeigt: Bildnis des Herrn Professor Dr. Jos Joachim.[7]
- 1890: II. Internationale Ausstellung von Aquarellen, Pastellen, Handzeichnungen und Radierungen in Dresden, gezeigt: Zwei Studienköpfe, Pastell.
- 1890: 62. Ausstellung der Königlichen Akademie der Künste in Berlin
- 1891: Internationale Kunst-Ausstellung Berlin, gezeigt: Portrait, Peri an der Himmelspforte.[8]
- 1892: III. Internationale Ausstellung von Aquarellen, Pastellen, Handzeichnungen und Radierungen in Dresden, gezeigt: Bildnisstudie, Pastell. Reitertod, Tuschzeichnung.
- 1892: 63. Ausstellung der Königlichen Akademie der Künste in Berlin, gezeigt: Porträt des Herrn v. H.
- 1894: Akademische Kunst-Ausstellung Dresden, gezeigt: Herr Professor Wislicenus (Portrait).
- 1895: Große Berliner Kunstausstellung, gezeigt: Bildnis des Herrn Dr. Julius Stinde
- 1896: Internationale Kunst-Ausstellung Berlin, gezeigt: Damenbildnis, Tempera.
- 1897: Große Berliner Kunstausstellung, gezeigt: Frühling, Tempera. Damenbildnis, Tempera.
- 1898: Große Berliner Kunstausstellung, gezeigt: Herrenbildnis.
- 1901: Große Berliner Kunstausstellung, gezeigt: Dame in Rot, Pastell.
- 1901: Internationale Kunstausstellung Dresden
- 1903: Große Berliner Kunstausstellung, gezeigt: Bildnis (Charlotte Huhn), Rötelzeichnung.
- 1903: Sächsische Kunstausstellung Dresden
- 1904: Große Berliner Kunstausstellung, gezeigt: Selbstbildnis, Tempera. Guck in die Welt, Rötelzeichnung.
- 1904: Große Kunstausstellung Dresden
- 1904: Weltausstellung 1904 in St. Louis, gezeigt: Portrait of Prof. Wislicenus.[9]
- 1905: Münchener Jahres-Ausstellung im königlichen Glaspalast, gezeigt: Kinderstudie, Zeichnung. Selbstbildnis, Skizze, Zeichnung.
- 1906: Münchener Jahres-Ausstellung im königlichen Glaspalast, gezeigt: Damenbildnis, Öl. Eva, Pastell. Kopf einer jungen Dame, Rötelzeichnung.
- 1906: Große Berliner Kunstausstellung, gezeigt: Bildnis der Schriftstellerin Claire von Glümer. Herrenbildnis. Prof. Georg Schumann, Zeichnung. Retrospektive Ausstellung: Bildnis des Schriftstellers Gustav zu Putlitz. Waldelfe.
- 1907: Große Berliner Kunstausstellung, gezeigt: Damenbildnis.
- 1908: Große Kunstausstellung Dresden
- 1908: Münchener Jahres-Ausstellung im königlichen Glaspalast, gezeigt: Selbstbildnis, Öl. Bildnis der Gattin des Künstlers, Pastell.
- 1909: Kunstausstellung Dresdner Kunstgenossenschaft
- 1909: Große Aquarell-Ausstellung Dresden, gezeigt: Klein-Eva.[10]
- 1910: Ausstellung der Gruppe Grün-Weiß in Dresden, gezeigt: Studienbild Sr. K. H. des Prinzen Johann Georg. Damenbildnis. Herrenbildnis. In der Kirche zu Ostro.
- 1910: Große Berliner Kunstausstellung, gezeigt: Bildhauer Armbruster.
- 1911: Kunstverein Hamburg, Kollektivausstellung des Ortsvereins Dresden der Allgemeinen Deutschen Kunstgenossenschaft
- 1911: Jubiläums-Ausstellung der Münchener Künstler-Genossenschaft, gezeigt: Bildnis des Bildhauers Armbruster, Öl.
- 1911: Kunstausstellung Dresdner Kunstgenossenschaft, gezeigt: Fischauktionshalle.[11]
- 1912: Große Kunstausstellung Dresden
- 1913: Große Berliner Kunstausstellung, gezeigt: Bauer mit Urnenfund.
- 1913: Große Aquarell-Ausstellung Dresden, gezeigt: Kinderbildnis. Himmelschlüssel. Markthalle.
- 1915: Ausstellung Sächsischer Kunstverein in Dresden
- 1917, 1918, 1919: Kunstausstellung Dresdner Kunstgenossenschaft

## Werke

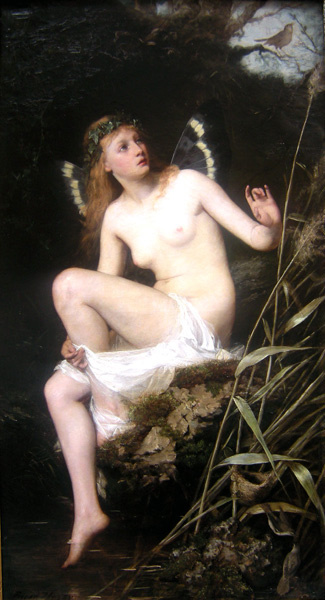
Wald-Elfe

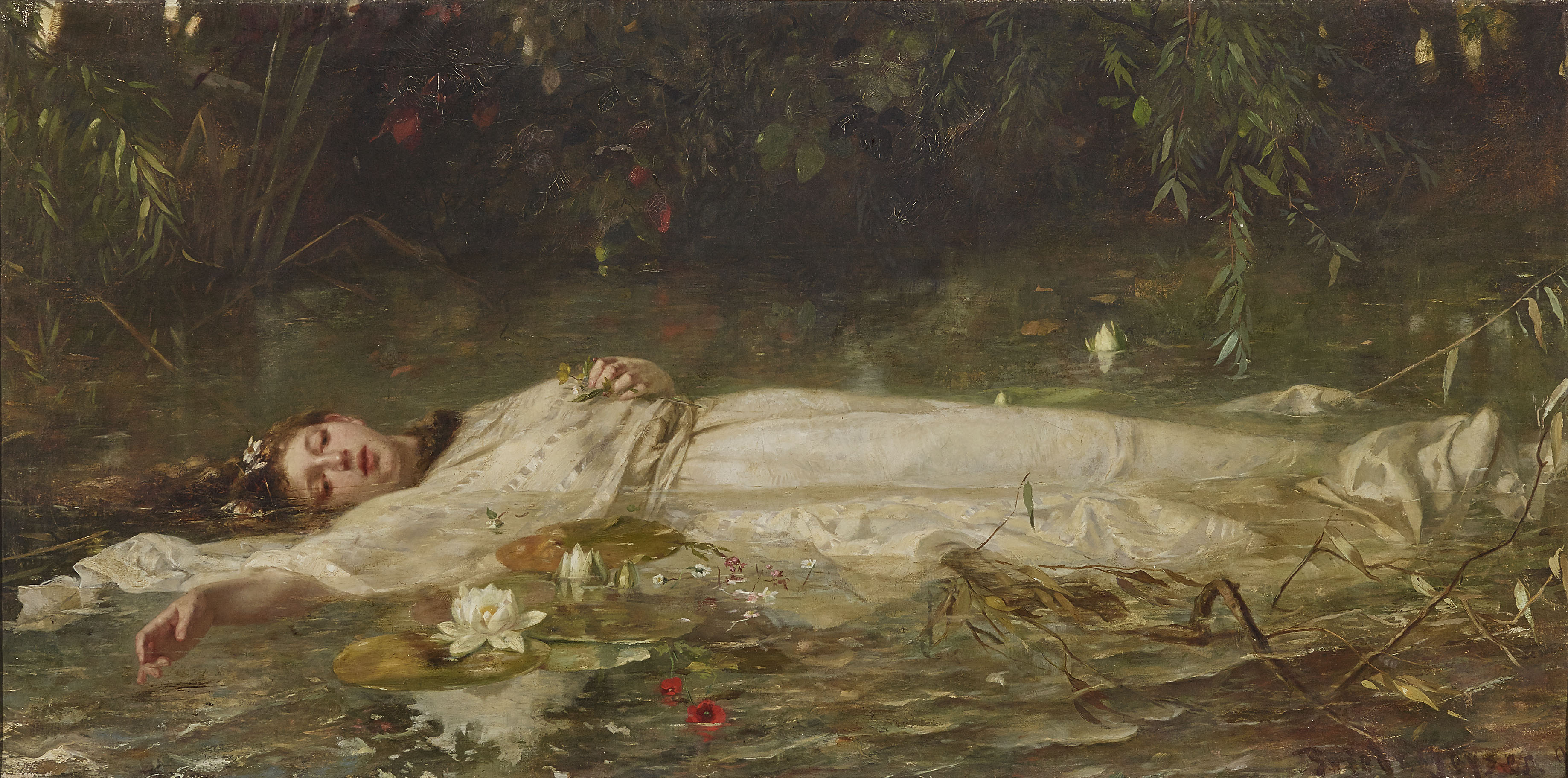
Ophelia Sammlung Ferdinand Wolfgang Neess, Museum Wiesbaden

Friedrich Heyser schuf zahlreiche Porträts bekannter Persönlichkeiten sowie genrehafte Darstellungen, oft in Anlehnung an deutsche Dichtungen. In den letzten Lebensjahren schuf er einige Landschaftsbilder u. a. von der Insel Föhr und von Friesland.

## Werke im Einzelnen (Auswahl)
Porträts
- 1886: Gustav Gans zu Putlitz
- Friedrich von Bodenstedt
- 1888: Joseph Joachim[7]
- 1890: Hermann Wislicenus
- 1895 (ca.): Julius Stinde
- 1898 (ca.): Georg Schumann[12]
- 1906 (ca.): Claire von Glümer
- 1906: Albrecht von Preußen
- 1909: Richard Schleinitz (Architekt)
- 1910 (ca.): Armbruster (Bildhauer)
- Adolf Fischer-Gurig[13]
- Prinz und Prinzeß Johann Georg von Sachsen

Genrehafte Darstellungen
- 1886: Der Fischer (nach Goethe)
- 1887: Der Blumen Rache (nach Freiligrath)
- 1891: Die Peri an der Himmelspforte
- Gloria in Excelsis
- 1900 (ca.): Ophelia

## Auszeichnungen
- Preis des akademischen Senats zur Ausführung zweier Wandgemälde im Sitzungssaal des Gewandhauses zu Bautzen (ex aequo Georg Schwenk).[14]
- 1901: Kleine goldene Plakette, Internationale Kunstausstellung Dresden 1901.[15]